# Raniero Cantalamessa
Raniero Cantalamessa O.F.M. Cap. (Colli del Tronto, 22 juli 1934) is een Italiaans geestelijke en een kardinaal van de Rooms-Katholieke Kerk, werkzaam voor de Romeinse Curie.
Cantalamessa trad in bij de orde van de kapucijnen, waar hij op 19 oktober 1958 priester werd gewijd. Hij studeerde theologie en klassieke literatuur. Daarna was hij tot 1979 hoogleraar aan de Università Cattolica del Sacro Cuore in Milaan. Van 1975 tot 1981 was hij lid van de Internationale Theologencommissie.
Cantalamessa was van 1980 tot 2024 Prediker van de Pauselijke Huishouding, een functie binnen de Prefectuur voor de Pauselijke Huishouding die uitsluitend bekleed wordt door leden van zijn kloosterorde.
Cantalamessa werd tijdens het consistorie van 28 november 2020 kardinaal gecreëerd. Hij kreeg de rang van kardinaal-diaken. Zijn titeldiakonie werd de Sant'Apollinare alle Terme Neroniane-Alessandrine. Omdat hij op het moment van creatie ouder was dan 80 jaar is hij niet gerechtigd deel te nemen aan een conclaaf.
- Bibsys: 98075934
- Biblioteca Nacional de España: XX1039928
- Bibliothèque nationale de France: cb12094543x (data)
- CiNii: DA11732565
- Gemeinsame Normdatei: 120555026
- International Standard Name Identifier: 0000 0000 8076 019X
- Library of Congress Control Number: n79054394
- Nationale Bibliotheek van Letland: 000026701
- Bibliotheek van het Japanse parlement: 00971715
- Nationale Bibliotheek van Tsjechië: jn19990001318
- Nationale Bibliotheek van Israël: 987007279157505171
- Nationale Bibliotheek van Polen: a0000003096911
- Nederlandse Thesaurus van Auteursnamen: 067951058
- Réseau des bibliothèques de Suisse occidentale: 02-A003074363
- Istituto Centrale per il Catalogo Unico: CFIV010935
- LIBRIS: 181021
- Système universitaire de documentation: 029286611
- Trove: 1042644
- Virtual International Authority File: 38863
- WorldCat: E39PBJbMbTpjYQ3Kphp9H7HcT3